# 케흘렌
케흘렌(고대 아일랜드어: Cethlenn, 아일랜드어: Cethleann)은 포모르의 왕 발로르의 아내이며 에흐누의 어머니다. 그녀는 예언능력을 가지고 있었으며 발로르에게 제2차 티러이 벌판 전투에서 투어허 데 다넌에게 죽을 것이라고 경고했다. 전투 당시 케흘렌 본인도 다그다에게 부상을 당했다.
북아일랜드 에니스킬린 읍의 아일랜드어 이름은 "이니스 케흘런(inis Cethlinn)"인데, "케흘렌의 섬"이라는 뜻이다.